# の
の、ノは、日本語の音節のひとつであり、仮名のひとつである。1モーラを形成する。
五十音図において第5行第5段（な行お段）に位置する。な行音は清音でありながらその子音は有声子音であり、濁音や半濁音は持たない。

## 概要

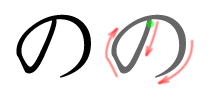
「の」の筆順

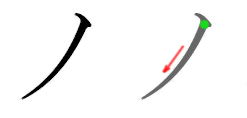
「ノ」の筆順

- 現代標準語の音韻: 上歯茎に舌をつけて発音する鼻音である有声子音/n/と、母音おから成る。
- 五十音順: 第25位のかな。
- いろは順: 第26位。「ゐ」の次。「お」の前。
- 平仮名「の」の字形: 「乃」の草体
- 片仮名「ノ」の字形: 「乃」の左の部分 (第1画)
- 変体仮名（能）
- ローマ字: no
- 点字:
- 通話表: 「野原のノ」
- モールス信号: ・・－－
- 手旗信号：3

- 発音: の[ヘルプ/ファイル]

## の に関わる諸事項
- 格助詞のひとつ
- のの字：ひらがなの「の」の字形およびその呼び方。
  - 「のの字運転」 - 以下の鉄道路線に見られる「のの字」形に放射線と環状線を直通する運行形態。
    - 大正時代に行われていた、東京の省線（当時）中央線と山手線の直通運転（中野 - 新宿 - 東京 - 品川 - 新宿 - 池袋 - 上野間）
    - 名古屋市営地下鉄名城線・名港線
    - 都営地下鉄大江戸線

  - 「のの字橋」とは、ループ橋のこと。
  - 「のの字を書く」 - 女性が意中の人の前で畳に指で丸を幾度も書くこと。
- 「ノ」は漢字の部首である「丿」とほぼ同形である。「ノ」が「丿」を含む「乃」という字を略して造られた為で、「丿」の名称はそのものずばり「の」となっている（他には「はらいぼう」や音読みで「へつ」）。
- 〃記号（ディット）の別名が、「ノノ字点」。
- 千葉県野田市の市章及び市旗は、平仮名の「の」を図案化したものである[1]。
- 漫画家の石ノ森章太郎の「ノ」は正確には小さく表記する[2][3]。ただし、拗音と促音を表現する小書きとは異なり、縦書きの際は中心寄りとする[4]。

## 中華圏における「の」

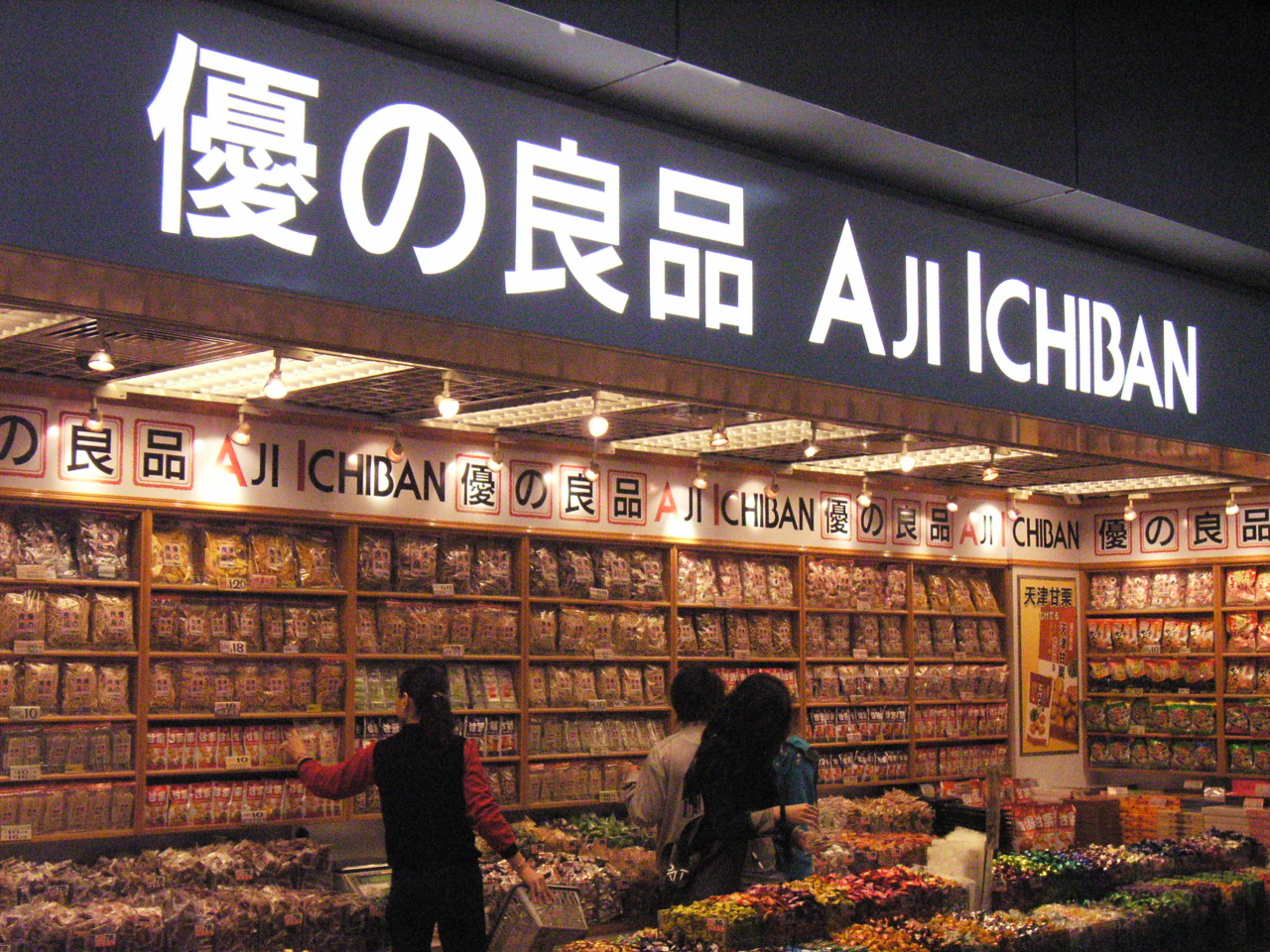
香港の高級菓子チェーン店「優の良品」(AJI ICHIBAN)

2000年以来、中国、香港や台湾などの中国語圏（中華圏）において、主に看板や商品パッケージ
、TVタイトルなどで、中国語の「的」や「之」の意味で平仮名の「の」を使用することが流行している。
中国語では、通常「の」を「的」の発音（普通話で[de] と発音）で読み、大陸で使用されているピン音入力の文字入力ソフトの大半でも[de] という発音の文字として「の」が登録されている。この「の」の用法は、日本の仮名文字が中国語の簡体字の一種として用いられている数少ない例で、他には「衞」（衛）の簡体字「卫」の字母となった片仮名「ヱ」の例がある。
- 香港には、「優の良品/AJI ICHIBAN」という菓子のチェーン店がある。
- 康師傅は、「鮮の毎日C」というジュースを発売している。